# Лемонт (Іллінойс)
Лемонт (англ. Lemont) — селище (англ. village) в США, в округах Кук і Вілл штату Іллінойс. Населення — 17 629 осіб (2020).

## Географія
Лемонт розташований за координатами 41°40′2″ пн. ш. 87°59′4″ зх. д. / 41.66722° пн. ш. 87.98444° зх. д. (41.667344, -87.984400).  За даними Бюро перепису населення США в 2010 році селище мало площу 21,63 км², з яких 20,63 км² — суходіл та 0,99 км² — водойми.

## Демографія
Згідно з переписом 2010 року, у селищі мешкало 16 000 осіб у 5722 домогосподарствах у складі 4329 родин. Густота населення становила 740 осіб/км².  Було 6102 помешкання (282/км²).
Расовий склад населення:
| - 95,9 % — білих - 1,6 % — азіатів - 0,4 % — чорних або афроамериканців - 0,1 % — корінних американців |

До двох чи більше рас належало 1,1 %. Частка іспаномовних становила 5,1 % від усіх жителів.
За віковим діапазоном населення розподілялося таким чином: 25,3 % — особи молодші 18 років, 59,6 % — особи у віці 18—64 років, 15,1 % — особи у віці 65 років та старші. Медіана віку мешканця становила 42,6 року. На 100 осіб жіночої статі у селищі припадало 93,6 чоловіків;  на 100 жінок у віці від 18 років та старших — 90,2 чоловіків також старших 18 років.
Середній дохід на одне домашнє господарство  становив 108 162 долари США (медіана — 86 043), а середній дохід на одну сім'ю — 125 917 доларів (медіана — 102 241). Медіана доходів становила 70 668 доларів для чоловіків та 51 662 долари для жінок. За межею бідності перебувало 3,7 % осіб, у тому числі 4,6 % дітей у віці до 18 років та 6,3 % осіб у віці 65 років та старших.
Цивільне працевлаштоване населення становило 8420 осіб. Основні галузі зайнятості: освіта, охорона здоров'я та соціальна допомога — 20,0 %, науковці, спеціалісти, менеджери — 11,9 %, виробництво — 11,9 %.